# Famille Larrey
La famille Larrey est une famille éteinte de la noblesse d'Empire, originaire de la Bigorre. Elle s'est distinguée par les fonctions de médecin occupées par trois de ses membres.
Elle a été illustrée par Dominique-Jean Larrey, médecin militaire (1766-1842).

## Histoire
La famille Larrey est originaire du village de Beaudéan dans les Hautes-Pyrénées.[réf. nécessaire]
Jean Larrey, maître cordonnier, est né dans le petit village de Beaudéan dans les Hautes-Pyrénées. Sa maison natale existe toujours dans la rue principale du village, et elle est devenue un musée. 
La famille Larrey reçoit le titre de baron Larrey et de l'Empire par lettres patentes du 31 janvier 1810 qui sera confirmé de manière héréditaire en 1815 durant les Cent-Jours.
La famille Larrey s'éteint en 1895.[réf. nécessaire]

## Personnalités
- Alexis Larrey (1750-1827), chirurgien
- Dominique-Jean Larrey (1766-1842), médecin militaire
- Félix Hippolyte Larrey (1808-1895), médecin militaire

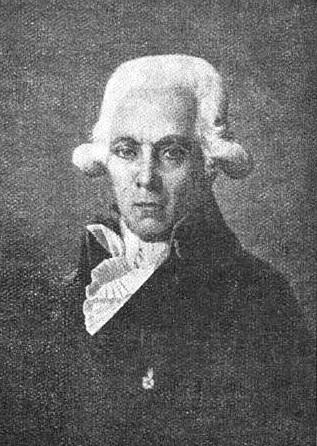
Alexis Larrey (1750-1827)
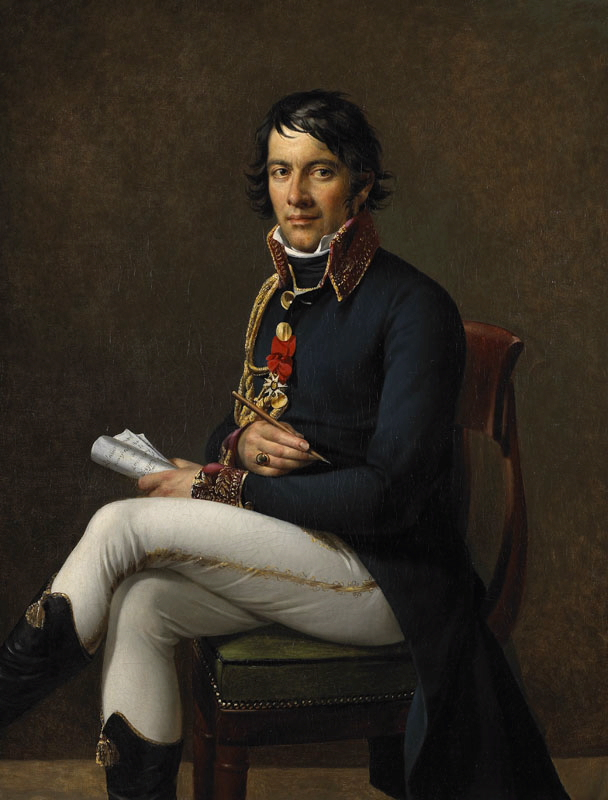
Dominique-Jean Larrey (1766-1842)
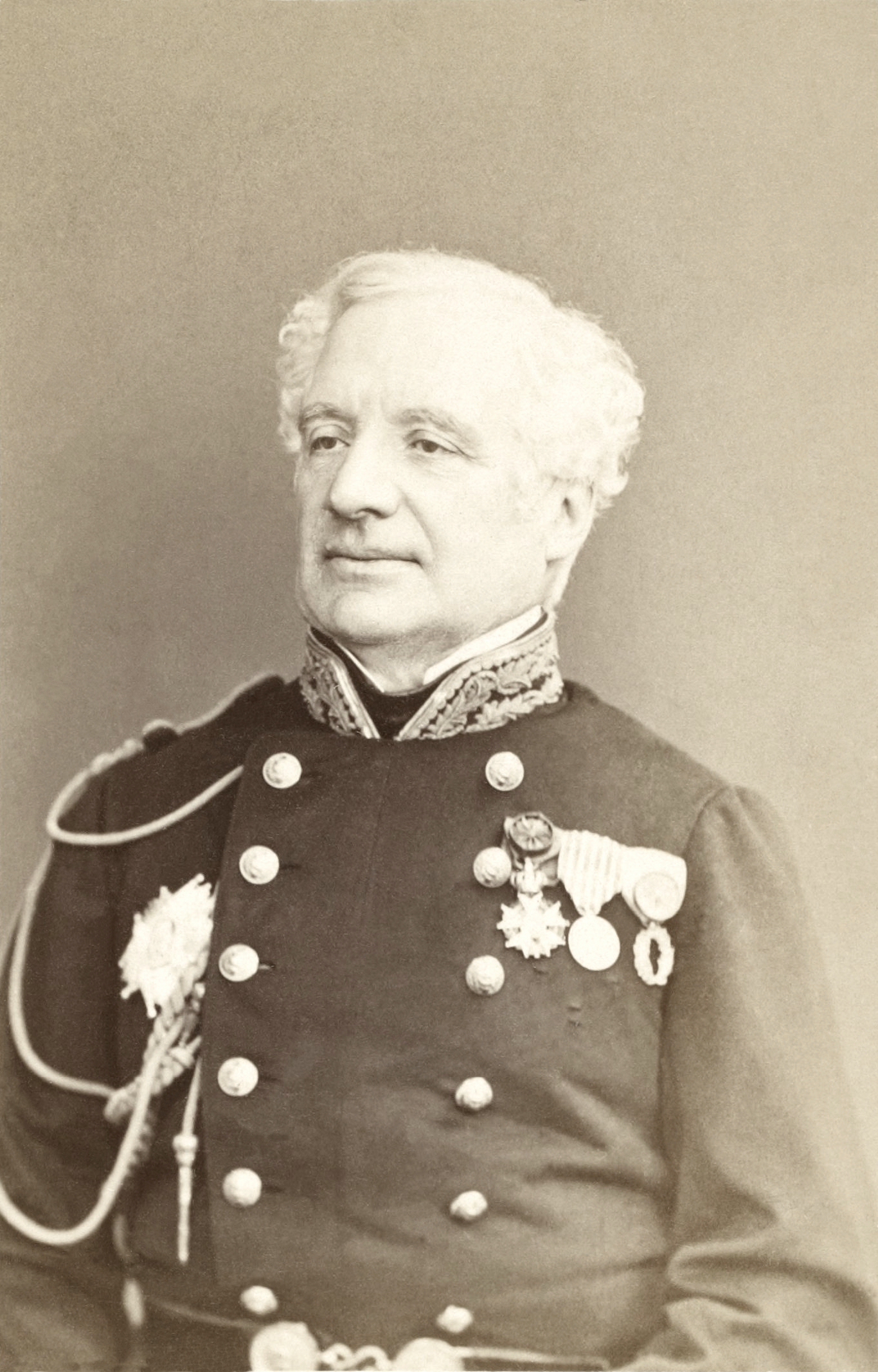
Hippolyte Larrey (1808-1895)

## Titres et armoiries

### Titres
- Baron Larrey et de l'Empire (lettres patentes du 31 janvier 1810)[réf. nécessaire]

### Armoiries

« Écartelé : au 1, d'or au palmier de sinople posé à dextre, soutenu du même et accompagné d'un dromadaire passant d'azur ; au 2 de gueules à l'épée renversée en barre d'argent ; au 3 d'azur à trois chevrons d'or ; au 4 coupé d'argent à la barre ondée de gueules chargée d'une raie nageant du champ, et d'or à la pyramide de sable. »

## Généalogie
- Jean Larrey (1692-1759) X (1728) Geneviève Coussie (1711-1779)
  - Jean Larrey (1736-1779) X (1761) Philippine Pérès (?-1816)
    - Geneviève Larrey (1761-1846) X (1786) Simon Lisan (1759-1815)
    - Jeanne-Marie Larrey (?-1792) X (1781) Joseph Lisan (1757-?)
    - Dominique-Jean Larrey, baron Larrey et de l'Empire (1766-1842) X (1794) Marie-Élisabeth Le Roulx de La Ville (1769-1842)
      - Zélie Larrey (1798-1853) X (1844) Jean-André Périer (1806-1880)
      - Félix Hippolyte Larrey (1808-1895), baron Larrey et de l'Empire

    - Claude Larrey (1769-1819) X Marianne Mitiès (sans descendance) puis épouse Marie Rolland (dont descendance) (1776-?) en 1802
      - Philippine Larrey (1803-1852) X (1825) Joseph Soulacroix (1789-1864)

  - Alexis Larrey (1750-1827) X (1782) Jeanne Bonnet (1757-?)
    - Alexis Larrey (1787-1838) X (1819) Rose-Alexandrine Reculié (1793-?)
    - Auguste Larrey (1790-1871)
    - François Larrey (1796-?) X (1824) Adélaïde Pijon (1801-?)

## Alliances
Les principales alliances de la famille Larrey sont : Coussie (1728), Pérès (1761), Lisan (1781, 1786), Bonnet (1782), Le Roulx de La Ville (1794), Rolland (1802), Reculié (1819), Pijon (1824), Soulacroix (1825), Périer (1844), Mitiès.

## Postérité
- À Toulouse, le portrait d'Alexis Larrey orne la galerie des Illustres de la faculté de médecine, sur les allées Jules-Guesde[4]. Dans la même ville, la rue où se trouvait autrefois l'hôpital militaire qu'il a fondé porte son nom depuis 1896[5],[6].
- Maison natale Dominique-Jean Larrey, à Beaudéan (Hautes-Pyrénées) et sa statue en marbre blanc, majestueuse et monumentale, sculptée par Pierre-Alfred Robinet, siège toujours dans le hall d'entrée de l'Académie de médecine à Paris, rue Bonaparte.
- Félix Hippolyte Larrey a donné son nom au nouvel hôpital militaire de Toulouse, construit en 1984 pour remplacer l'ancien fondé par son grand-oncle Alexis Larrey et intégré en 2000 au CHU[7].